# Transformers (film, 2007)
A Transformers 2007-ben bemutatott amerikai akciófilm, amely a Transformers franchise-on alapul, és a Transformers-filmek 1. része. A főszerepben Shia LaBeouf és Megan Fox láthatók, mint Sam Witwicky és Mikaela Banes, akik az alakváltó robotok két tábora, a hős Autobotok és a gonosz Álcák háborújába csöppennek. Sam rájön, hogy birtokában van a térkép az Örök Szikrához: egy szerkezethez, ami hatalmat biztosít az Álcáknak a mechanikus élet feletti uralomhoz. A további szerepekben Josh Duhamel, Tyrese Gibson, Jon Voight és John Turturro látható, továbbá Peter Cullen mint Optimusz Fővezér és Hugo Weaving mint Megatron hangja. Cullen húsz év után először szolgáltatja Optimus hangját a rajzfilmsorozatot követően.
Roberto Orci és Alex Kurtzman, akik maguk is rajongók, írták a forgatókönyvet, a szereplők realisztikus megjelenítésére törekedve. Michael Bay rendezőt az executive producer, Steven Spielberg bírta rá első családi filmje megrendezésére, annak ellenére, hogy Bay nem rajong a sorozatért. Rendezése eredményeképp a számítógépes animációs Transformerek új, összetett megjelenést kaptak.
Masszív reklámkampány kíséretében, köztük képregények, játékok és különböző kapcsolt termékekről szóló megállapodások szerepelnek, a Transformers ősbemutatója 2007. június 12-én volt, s számos országban egyszerre debütált június végén, illetve július elején.
Amerikában és Magyarországon egyaránt 2007. július 3-án került a mozikba hivatalosan, de Amerikában már hétfő este tartottak vetítéseket, míg hazánkban az ország számos mozijában premier előtt, június 29-étől látható volt a nagyközönség számára.
A filmet három Oscar-díjra jelölték, de egyiket sem kapta meg.

## Cselekmény
Az Álcák és az Autobotok az Örök Szikrát kutatják, egy mérhetetlen erővel rendelkező szerkezetet, ami valahol a Földön veszett el.
Az Álca Kisülés támadást hajt végre egy katari amerikai katonai bázison, s megkísérel információkat ellopni. Csupán néhány katonának sikerül túlélnie az akciót. Kisülés utánuk küldi társát, Skorponokot, aki sikertelenül próbálja megakadályozni, hogy a túlélők riasszák a hadsereget. A hadsereg légitámadásában az álca komoly sérüléseket szenved, és visszavonul.
A középiskolás Sam Witwicky birtokában van ükapja, a felfedező Archibald Witwicky kapitány szemüvege. Azonban fogalma sincs róla, hogy 1897-ben Archibald kapitány rátalált az Álcák megfagyott vezetőjére, Megatron a sarkvidékek jege alatt, s e találkozás következtében szemüvegébe karcolódtak az Örök Szikra lelőhelyének koordinátái. Sam és apja ellátogat egy használtautó-kereskedésbe, hogy megvegyék Sam első kocsiját. Az egy 1970-es Chevrolet Camaro alakját öltő Autobot, Űrdongó feladata, hogy Samet védelmezze. Az ő hathatós, de titkos közreműködésével Sam apja végül ezt az autót veszi meg fiának, s Űrdongó még aznap este elhajt újdonsült tulajdonosa házától. Sam úgy hiszi, valaki éppen ellopja járgányát, így biciklivel szegődik a nyomába. Tanúja lesz, amint az átalakuló Űrdongó a többi Autobotnak jelet küld. A fiút az általa riasztott rendőrség fogja el, és az őrsön drogosnak hiszik, amikor beszámol az "alakot váltó autó" látványáról (végül hazaküldik, de amint később kiderül, beszámolója eljut a kormányszervek fülébe).
A kisméretű Álca, Tomboló, egy magnó formájában feljut az elnök különgépére és sikeresen betör az USA katonai informatikai főrendszerébe, közben megöl három fegyveres biztonsági alkalmazottat, akik megpróbálják megakadályozni céljában. Tomboló megtalálja, amit keresett: egy dokumentum említést tesz Archibald kapitány expedíciójáról és egy titokzatos „jégemberről”. Sam az eBay-en árusítja ükapja szemüvegét, így az Álcák megtalálják a múlt és a jelen közti kapcsot: célba veszik őt; a magát rendőrkocsinak álcázó Barikád nevű ügynökük Tomboló társaságában az elfogására indul.
A szintén az E-bay-es nyomot követő Űrdongó megvédi Sam-et és a fiú érdeklődésének tárgyát, Mikaela Banest Barikád támadásától. Az Álcát segíti Tomboló is, akit Mikaela lefejez egy elektromos fémfűrésszel, azonban nem hal meg, és sikerül észrevétlenül a lány mobiljának másává transzformálódnia. Rövidesen több Autobot is érkezik a bolygóra, s Optimusz Fővezér elmagyarázza Samnek küldetésüket, miszerint meg kell akadályozniuk, hogy az Örök Szikra az Álcák kezébe kerüljön. Felfedi előtte, milyen fontos szerepet játszik mindebben ő és ükapja szemüvege. A robotok elkísérik Samet és Mikaelát a fiú otthonába, hogy megkeressék az ominózus tárgyat. Rá is lelnek, azonban a Sam rendőrségen tett látogatása során elmondott élményei után érdeklődve feltűnik a színen a 7-es Szektor elnevezésű szigorúan titkos kormányügynökség, és magukkal viszik a két fiatalt. Optimusz autobotjaival megpróbálja kiszabadítani őket, de az érkező hatósági erősítés elől visszarendeli harcosait, mert nem akarja bántani az embereket. Ennek során a hatóságok Űrdongót is fogságba ejtik. Sam és Mikaela a 7-es Szektor főhadiszállásán találja magát, a Hoover-gát alatt, ahol a még mindig fagyott állapotban lévő Megatront és magát az Örök Szikrát őrzik évtizedek óta. Ide érkezik egy csoport a védelmi minisztériumból (a védelmi miniszter, egy informatikus nő, és egy civil hacker alkotja), meg a katari támadást elszenvedett katonai osztag maradéka is.
Tomboló kimászik Mikaela táskájából, az Örök Szikra erejével visszanyeri régi, teljes formáját, és értesíti az Álcákat. A leggyorsabbikuk, Üstökös támadásának és Tomboló szabotázsakcióinak következtében a bázis energiaellátása megszűnik, s így a Megatront fogságban tartó hűtőrendszer is leáll. Sam meggyőzi a 7-es Szektor vezető ügynökét, Simmonst, hogy eresszék szabadon Űrdongót, aki megvédi őket az Álcáktól, s hogy el kell hagyniuk a helyet a kocka alakú Örök Szikrával. Sam, Mikaela és a katonák a közeli város felé menekülnek az álcák elől, csatlakoznak hozzájuk az autobotok is. Megatron kiszabadul, és egy híján összes harcosával együtt utánuk ered; miközben a védelmi miniszter, az informatikuslány, a hacker és Simmons azon dolgoznak, hogy az álcák támadása miatt leállt informatikai rendszert újraélesszék, és rajta keresztül erősítést kérjenek a hadseregtől. Ebben Tomboló sikertelenül próbálja megakadályozni őket, s végül saját dobócsillagjainak áldozatává válik; ismét fejetlenül végzi.
Optimusz feltartóztatja a Kockát szállító konvojt megtámadó gyorsabb álcákat (egyiküket, Csonttörőt, meg is öli); így a városban következik be a végső összecsapás; ennek során Samre hárul a feladat, hogy az Örök Szikrát távol tartsa a gonosz robotoktól, akik azt az emberiség leigázására használnák. Optimusz azt kéri tőle, hogy ha vereséget szenvednének, nyomja a kockát a mellkasába, amely megsemmisíti őt, de maga a kocka is elpusztul. Megatron győzelme már-már bekövetkezik, de végül megérkezik a hadsereg, és támadása megakadályozza az autobot-fővezér és Sam megölését, Sam pedig Optimusz helyett a sebesült Megatron mellkasába nyomja a kockát, így az megsemmisül Megatronnal együtt. Így az autobotoknak immáron nem lehet hazájuk, s úgy döntenek, a Földön maradnak, az emberiség védelmezőjeként. Optimusz Fővezér pedig üzenetet küld a világűrbe a más csillagokon menedéket talált autobotoknak.

### Epilógus
A záró jelenetek egyike Üstököst, az egyik életben maradt álcát mutatja, amint vadászgép formájában elhagyja a bolygót – azonban nem repül messzire, mert a későbbi folytatások legtöbbjében feltűnik. Barikád, akit Űrdongó egy roncstelepen tett harcképtelenné, szintén nem halt meg, a harmadik részben lehet látni Chicagóban Sokkolóval. A harmadik egérutat nyert álca, Skorponok sem halt meg, vele a második részben (A bukottak bosszúja) Röptűz fog végezni Egyiptomban.

## Szereplők

### Emberek
- Shia LaBeouf mint Sam Witwicky (magyar hangja Markovics Tamás), egy különc tizennyolc éves srác, akinek első kocsija történetesen Űrdongó lesz autóalakjában. Sam válik végül az emberiség megmentőjévé.
- Megan Fox mint Mikaela Banes (magyar hangja Zsigmond Tamara), Sam szerelmi érdeklődésének tárgya. Apja nagyon értett az autókhoz, s ő örökölte egy-két képességét.
- Josh Duhamel mint William Lennox százados (magyar hangja Hujber Ferenc), az USA Különleges Tengerészgyalogos Osztagának vezetője Katarban; sikerül elmenekülnie Kisülés, majd Skorponok támadásából. Otthon felesége és kislánya várja.
- Tyrese Gibson mint Epps csapatőrmester (magyar hangja Bede-Fazekas Szabolcs): Légierő Harci Irányító, aki Lennox oldalán küzd meg Skorponokkal, majd a végső összecsapásban a többi Álcával.
- John Turturro mint Simmons (magyar hangja Kálid Artúr), az Örök Szikrát és a fagyott Megatront őrző és tanulmányozó 7-es Szektor titkos kormányzati csoport vezetője.
- Jon Voight mint John Keller (magyar hangja Barbinek Péter), az Egyesült Államok védelmi minisztere.
- Rachel Taylor mint Maggie Madsen (magyar hangja Németh Borbála), a jelazonosítás és -dekódolás szakértője, akinek segítségét igénybe veszi a védelmi minisztérium.
- Anthony Anderson mint Glen Whitmann (magyar hangja Sótonyi Gábor), számítógéphacker, Maggie Madsen egy barátja.
- Kevin Dunn mint Ron Witwicky (magyar hangja Csuja Imre), Sam apja.
- Julie White mint Judy Witwicky (magyar hangja Kovács Nóra), Sam anyja.
- Bernie Mac mint Bobby Bolivia (magyar hangja Faragó András), autókereskedő, aki mit sem sejtve adja el Űrdongót Camaro formájában Samnek.

| További szereplők                 | További szereplők       | További szereplők |
| Szereplő                          | Színész                 | Magyar hang       |
| --------------------------------- | ----------------------- | ----------------- |
| Tom Banachek                      | Michael O’Neill         | Juhász György     |
| Jorge „Fig” Figueroa              | Amaury Nolasco          | Janovics Sándor   |
| Donnelly törzsőrmester            | Zack Ward               | Kossuth Gábor     |
| Archibald Witwicky kapitány       | William Morgan Sheppard | Pethes Csaba      |
| Brigham admirális                 | Chris Ellis             | Bolla Róbert      |
| Sharp                             | Glenn Morshower         | Beratin Gábor     |
| Fogtündéres kislány               | Sophie Bobal            | Talmács Márta     |
| Mahfouz                           | Ashkan Kashanchi        | Jelinek Márk      |
| Manny                             | Carlos Moreno, Jr.      | Hegedüs Miklós    |
| Bohóc                             | Johnny Sanchez          | Kisfalusi Lehel   |
| Miles Lancaster                   | John Robinson           | Molnár Levente    |
| Trent DeMarco                     | Travis Van Winkle       | Szabó Máté        |
| Mr. Hosney                        | Peter Jacobson          | Gardi Tamás       |
| Sarah Lennox                      | Samantha Smith          | Árkosi Kati       |
| Glen nagymamája                   | Esther Scott            | Illyés Mari       |
| Glen unokatestvére                | Omar Benson Miller      | Varga Rókus       |
| Fiú a kocsiban                    | Chip Hormess            | Penke Bence       |
| Kávézó srác                       | Andrew Caldwell         | Pipó László       |
| Telefonos operátor                | Ravi Patel              | Gardi Tamás       |
| Hadműveletek helyettes irányítója | Tom Everett             | Balázsi Gyula     |
| Négycsillagos tábornok            | Steven Ford             | Vári Attila       |
| Burton tábornok                   | Michael Shamus Wiles    | Várday Zoltán     |

LaBeouf, Fox, Duhamel, Gibson és Anderson mind rajongói voltak a Transformersnek. Michael Bay azért szerződtette LaBeoufot, mert remélte, hogy sok viccet tud improvizálni; karizmája Bayt a fiatal Tom Hanksre emlékeztette. LaBeouf heti öt napot edzett a feladatra, s 12 kg izmot szedett fel, de a forgatás alatt rájött, hogy szerepe inkább kitartást, semmint erőt igényel. Fox 5 kg izmot szedett fel a forgatás során szerepe fizikai hatásának következtében. Duhamel és Gibson három napot töltött alapkiképzőtáborban, Gibson továbbá Ray Bollinger harciirányítóval is konzultált, hogy szövege természetesnek hasson.

### Autobotok

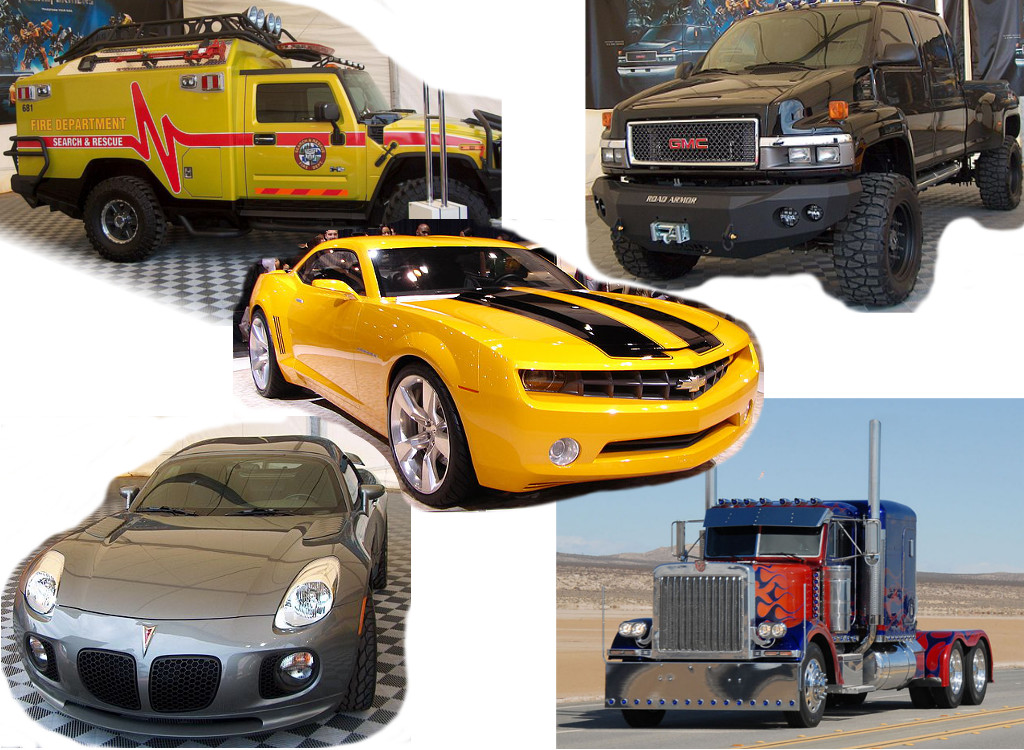
A filmben szereplő autobotok autó alakjai

- Peter Cullen mint Optimus Prime (Optimusz Fővezér) (Peterbilt kamion) hangja (magyar hangja Kristóf Tibor): Az Autobotok nagyerejű, bölcs vezetője, feladatának érzi az emberiség megmentését az Álcáktól.
- Mark Ryan mint Bumblebee (Űrdongó) (1974/2008-as Chevrolet Camaro) hangja (magyar hangja Bácskai János): Becsületes és barátságos harcos, aki összebarátkozik Sammel, mialatt az Örök Szikrát kutatja a Földön. Egy ütközet következményeképp nehezére esik a beszéd, így a rádióállomásokon keresztül kommunikál.
- Darius McCrary mint Jazz (Pontiac Solstice) hangja (magyar hangja Bicskey Lukács): A legkisebb és legharciasabb Autobot, Optimusz helyettese. Az alakváltók közül a legjobban élvezi, hogy a Földön lehet.
- Jess Harnell mint Ironhide (Acélfej) (GMC Topkick vontatófurgon) hangja (magyar hangja Mihályi Győző): Kemény, harcedzett katona, mindig elsőként áll csatába. Acélfej Optimus egyik legrégibb barátja, de kevésbé szemléli derűsen az életet.
- Robert Foxworth mint Ratchet (Racsni) (Hummer H2) hangja (magyar hangja Dézsy Szabó Gábor): Az Autobotok orvosa és tudósa, kötelességének érzi az élet védelmezését.

Don Murphy a weboldalán, rajongókkal való társalgása után úgy döntött, az eredeti 1980-as évekbeli rajzfilmsorozat eredeti hangjait kérik fel a filmhez is, azonban Michael Bay először meghallgatást szervezett, mivel attól félt, érződik majd a hangokon, hogy idősödtek. A 2006-os San Diego Comic-Conon jelentették be júliusban, hogy Peter Cullen, Optimus Fővezér hangja visszatér szerepébe. Úgy írta le a rá váró feladatot, mint „belebújni egy pár öreg, nagyon kényelmes cipőbe, ami már nem volt rajtad egy ideje,” s nagyon hálás volt a rajongóknak, hogy visszakövetelték. Vokáljátékába számos, Bayjel közösen kiötlött improvizáció került, egyúttal humort csempésztek Fővezérbe, de megtartották hagyományos hősiességét.
Első meghallgatásán, egy Optimus és Acélfej közötti párbeszédben Cullen olvasott fel Acélfejként is, akinek szintén ő szolgáltatta hangját korábban. Mark Ryan statisztált a Transformerekként a jelenetek során, hogy támpontot adjon a színészeknek játékukban; erre alkalmas volt mind fizikumában, mind a párbeszédekhez, s még rögtönzött is a karaktereknek az utómunkálatok során. Űrdongó rádiójával kommunikál, mivel hangdoboza megsérült, s a forgatókönyvírók szövegét különböző Paramount-filmekből ollózták össze, köztük az „I feel the need for speed!” sort a Top Gunból.

### Álcák
- Hugo Weaving mint Megatron hangja (magyar hangja Borbiczki Ferenc): Az eltűnt Álcavezért a 7-es Szektor tartotta lefagyasztva, mindenáron az Örök Szikrát akarja, s gyűlöl minden organikus életformát.
- Charles Adler mint Starscream (Üstökös) (F–22 Raptor) hangja (magyar hangja Láng Balázs): Megatron másodtisztje – s egyben legfőbb riválisa "az álcák fővezére" címért.
- Jess Harnell mint Barricade (Barikád) (Ford Mustang rendőrautó) hangja (magyar hangja Pálfai Péter): Üstökös felderítést és Sam megtalálását bízta rá; de egy kis harctól sem ijed meg, ahol kiélheti agresszív ösztöneit.
- Reno Wilson mint Frenzy (Tomboló) (sztereó CD-lejátszó, mobiltelefon) hangja (magyar hangja Szokol Péter): A legkisebb Álca, Barikád közvetlen társa. Fő feladata a kémkedés, de fenyegető harcos is, mellkasából CD-nek álcázott pengéket lő ki.
- Jim Wood mint Bonecrusher (Csonttörő) hangja: Álcaharcos aknaseprő, aki Buffalo MPV aknaszedőgéppé alakul át. Ki nem állhatja a többieket, csak Megatronnak engedelmeskedik, akitől fél.
- Blackout (Kisülés) (MH-53 Pave Low helikopter): A legnagyobb Álca, rendkívül hűséges Megatronhoz, képes elektromágneses pulzusokat lőni.
- Skorponok (Skorpió): mechanikus skorpió Kisülés társa, benne rejtőzik, mígnem parancsot kap az ölésre.
- Brawl (Huligán)[15] (M1 Abrams): lomha, de brutális fizikai- és tűzerővel rendelkezik, és a legkeményebben páncélozott álca, egy két lábon járó erődítmény.
- Dispensor (sörösláda): Az örök szikra segítségével változik robottá. Zöld, négykarú Álca, nem túl magas, de jól fel van fegyverkezve.
- Nokia (Nokia mobiltelefon): Kézenjáró, apró robot, egy üvegládába zárták be, amit megpróbál elpusztítani.
- Kormánykerék (Kormánykerék): Az örök szikra segítségével változik robottá. Mikor robot lesz belőle ráugrik egy ember fejére.
- Xbox (Xbox 360): Az örök szikra segítségével változik robottá. Csak az a változás, hogy keze és lába lesz.
- AX9-8946-09SU-1: A filmen nem lehet látni, csak Glen veszi észre hogy összekarmolta valami a falat.

Hugo Weaving, akinek hangját arcanimáció-tesztekhez is használták, 2007 márciusában szerződött le Megatron hangszolgáltatójaként. Tévésorozatbeli megformálója, Frank Welker meghallgatásán járt, de elutasították, mert nem passzolt a karakter új interpretációjához, azonban a videójátékban ő Megatron hangja.

## Magyar változat
A szinkront a Kozmafilm készítette. Forgalmazza az Intercom.
- Magyar szöveg: Hagen Péter
- Hangmérnök: Igor Lattes
- Vágó: José Francisco Lattes
- Gyártásvezető: Czobor Éva
- Szinkronrendező: Kozma Attila
- Felolvasó: Bozai József
- További magyar hangok: Fésűs Bea, Garai Róbert, Garamszegi Gábor, Maday Gábor, Papucsek Vilmos, Presits Tamás

## Háttér

### Fejlesztés
2002-ben a Hasbro elkezdte tulajdonainak filmformába fejlesztését. Don Murphy producer a G.I. Joe-t tervezte adaptálni, ám mikor kitört az iraki háború, a Hasbro helyette a Transformerst ajánlotta. Tom DeSanto csatlakozott a projekthez, mivel nagy rajongója a karaktereknek, s a két producer úgy döntött, a Transformerek létezésének okára világítanak rá. Találkoztak Simon Furman képregényíróval, majd döntésük értelmében, miszerint a Teremtő Mátrix kerül a középpontba, (ami végül erősen módosított formában történt csak meg, a Mátrixot a Kockával helyettesítették, de a két tárgy szerepe némileg hasonló) tanulmányozták a Generation 1 rajzfilmet és képregényt. Hogy a film lekösse a közönséget, DeSanto emberi nézőpontot választott a különböző, a katasztrófafilmekre jellemző történeti szálakhoz. Murphy szerette volna, ha a film bemutatja az „álcázott robotok” valódi lehetőségeit és következményeit. Az elképzelésben szerepelt Optimusz Fővezér, Acélfej, Jazz, Portyázó, Racsni, Kerék, Űrdongó, Megatron, Üstökös, Fülelő, Romboló, Lézercsőr, Görgető, Égretörő és Sokkoló mint szereplők.
A DreamWorks 2004-ben döntött a Transformers finanszírozásáról, mivel Steven Spielberg executive producer a képregény és a játékok rajongója volt. John Rogerst kérték fel a forgatókönyv megírására novemberben, aki vázlatát 2005 januárjában nyújtotta be. Ebben mindkét oldalon négy Transformer állt, s szerepelt benne a Bárka. Robert Orci és Alex Kurtzman, mint a rajzfilm nagy rajongói kerültek képbe a következő hónapban, hogy kezdjék elölről. Spielberg úgy képzelte el az irányvonalat, mint „egy fiú és az autója”-történet, ami tetszett nekik, mivel a felnőttkor, a felelősség és a szexualitás „mindaz, amit egy autó képvisel [az Egyesült Államokban].” Optimusz Fővezér, Megatron, Űrdongó és Üstökös minden alkalommal szerepelt a szkriptben, de Sam és Mikaela volt a fókuszpont az elsőben, míg a Transformereknek nem volt szövege. A következő változatban ez változott, mert az írók úgy értezték, még ha az executive félelme a nevetségessé válástól megalapozott is, nem beszéltetésük elárulná a rajongótábort. Spielberg E.T., a földönkívülijének mintájára, Űrdongó nem beszél, hogy szavakon túlmutató barátsága Sammel hangsúlyosabb legyen.
Miután befejezte az A sziget című filmjét, a rendezésre Michael Bayt kérték fel, aki szeretett volna egy családi filmet készíteni, ám úgy gondolt a Transformersre, mint egy „ostoba gyerekjáték-mozira.” Mikor ráébredt, hogy tizenéves korában a Lucasfilmnél tévedett az Az elveszett frigyláda fosztogatói box office-lehetőségeit illetően, és hogy Spielbergnek talán ezúttal is igaza van a koncepcióval kapcsolatban, ellátogatott a Hasbróhoz, minekután a Transformers-mitológia elnyerte tiszteletét. Bay bevallotta, hogy ritkán hozza izgalomba az akció, de csábították az olyan ötletek, mint egy óránkénti 85 mérföldes harcjelenet. Baynek tetszett a film felnőtté válást érintő témája, s emellett azt akarta, hogy intenzívnek és valószerűnek hasson. A hangvételt a Harmadik típusú találkozások és az A hét szamuráj keresztezéséhez hasonlónak jelölték ki. Úgy döntöttek, új fiktív univerzumot hoznak létre, mivel a franchise folytonossága ellentmondásokkal bír; arra törekedtek, hogy minden logikus legyen. Orci elvetette a Bárkát, mivel úgy vélte, „Olyan idegeneknek, akik járművekké tudnak válni, miért kéne egyéb jármű az utazáshoz?” Kibővítették a katonai történeti vonalat, a katonákat G.I. Joe-szereplőkre alapozva, s növelték az Álcák számát, hogy ezáltal a fenyegetettséget is emeljék. Belekerült a történetbe Arszi, de végül a negatív rajongói visszajelzések miatt kivágták, akárcsak Portyázót, mert nagyobb tetszést aratott a gonosz rendőrautó ötlete.

### Dizájn
Összefoglalóként elmondható, hogy Optimuszt kivéve az alakváltók kinézete inkább csak halványan (némely esetben még halványan sem) emlékeztet a rajzfilm- és képregénybeli karakterekre, mintsem azoknak – akár a robot-, akár a jármű üzemmódjuk megjelenésének – hű mása lenne. Különböző okok (technikai, szervezési, financiális, koncepcionális) miatt a karakterek jelentős áttervezésen mentek át.

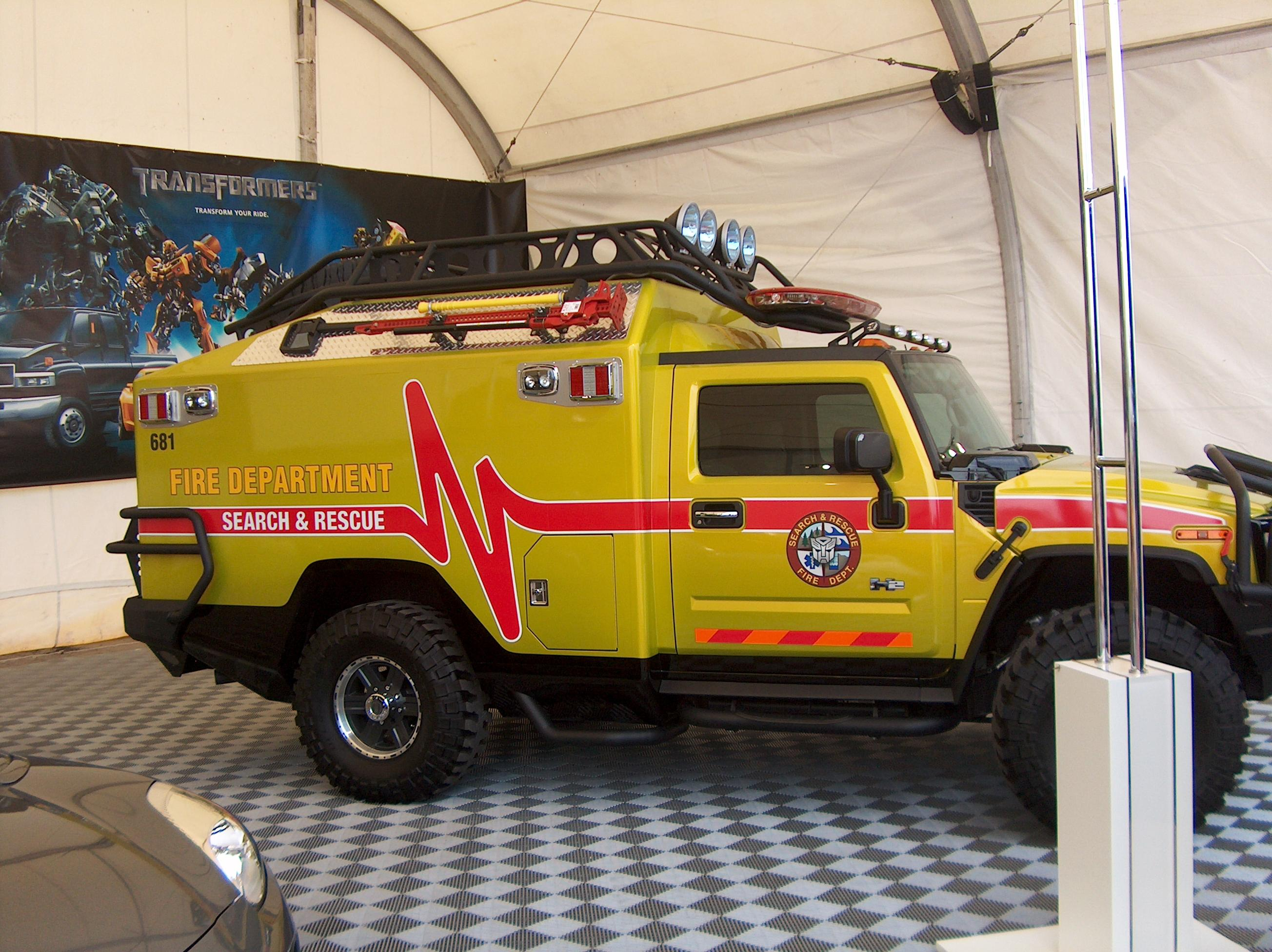
Racsni járműalakja a 2007-es Detroit River Walk Fesztiválon kiállítva.

A tervezések 2005 júniusában kezdődtek, melyekben a Hasbro intenzíven részt vett karaktereik élő kinézetű interpretációit illetően. Michael Bay elképzeléseit követve, miszerint a Transformereknek realisztikusaknak kell lenniük, a robotokat részletesebben dolgozták ki (sokkal kisebb szemmel elkülöníthető alkotóelemből állnak, és sokkal többől, mint a rajzfilmben), hogy mindinkább háromdimenziósaknak hassanak, illetve tükrözzék idegen eredetüket. A rajzfilmben és a képregényekben előforduló alakváltás közbeni méretváltozást elvetették, minden szereplő végig megmarad ugyanakkorának, ennek megfelelőek földi formáik. Optimusz Fővezér eredeti kamionformáját, ami egy egyenes elejű jármű volt, a vezetőkabinnal a motor fölött, megváltoztatták, mivel így csak 7,27 méter magas lenne. Bay úgy döntött, egy Peterbiltet használnak, a létező legnagyobb kamiont. Ezen kívül lángfestés is került Fővezérre a megkülönböztetés érdekében, illetve szájat is kapott, hogy könnyebben kifejezhesse magát. Don Murphy szerette volna megtartani Űrdongó Volkswagen Bogár formáját, ám Bay ezt elutasította, hogy elkerülje az összevetéseket Herbie-vel, a Kicsi Kocsival, s helyette egy Chevrolet Camarót választott, amit véleménye szerint barátságos minőséget képvisel. Űrdongó egy 1977-es sárga Chevy Camaro Oklahomából, amit a Premiere Props az eBayen elárverezett több másik járművel és egyéb mozis relikviával egyetemben a Fisher House Foundations, egy nonprofit szervezet nevében, akik az aukciókról befolyó összegekből az Egyesült Államok katonai személyei és veteránjai számára építenek házakat. A többi Autobot szintén egy-egy General Motors-tulajdon lett egy reklámszerződés keretében, ami 3 millió dollár megtakarítást jelentett a filmeseknek, noha Bay remélte, hogy a cég egy nagyobb autót biztosít a Pontiac Solstice-nél Jazz számára.
Optimusz viszonylag hű dizájnja kontrasztjaként Megatron alternatív alakját megváltoztatták az eredeti Walther P38-as pisztolyról egy csillagközi repülő járműre, hogy elkerüljék a méretváltozást, s emellett arcát is sokkal visszataszítóbbra és fenyegetőbbre módosították. A számtalan animációs teszt ráébresztette Bayt, hogy Üstökösnek madáréhoz hasonló lábakra lesz szüksége, hogy végrehajtsa bravúrjait a történet folyamán. Bay bevallotta, a filmben feltűnő legtöbb Álca azelőtt lett kiválasztva, hogy karakterizációjukba belefogtak volna, mivel a Hasbrónak el kellett kezdenie a játékok készítését. Kisülés helyett Fülelő (a DVD feliratában Hanghullámnak hívják) volt a tervezetekben, azonban a Hasbro egy zenelejátszót akart a szerepre. Don Murphy úgy érezte, ez a szerep kevés lenne Fülelőnek, így az írók olyan mértékben módosítottak a karakteren, hogy végül alig emlékeztetett az eredetire. Átnevezték, majd később Tomboló lett belőle. Átnevezték a tankká átalakulni képes álcát is, a rajzfilm- és képregénybéli nevét (Huligán) Bay eredetileg a rendőrkocsivá alakuló karakternek szánta, mert egy tank számára sokkal jobbnak, fenyegetőbbnek érezte a "Pusztító" nevet (ez eredetileg, a rajzfilmsorozatban egy, a filmben nem szereplő álca neve volt); de később a rendőrkocsit sem Huligánnak, hanem Bar(r)ikádnak keresztelték el. A hivatalos neveket 2006 augusztusában erősítették meg, noha Bay nem volt teljesen ismeretében ezen hivatalos neveknek, így Huligán végül mégis csak Pusztítóként, a forgatás alatti nevén került említésre a filmben, noha ezt később a Hasbro csoport és az egyik író (R. Oci) mint bakit említette. Az utómunkálatok során a rajongók aggodalmuknak adtak hangot Megatron fejtervezetével kapcsolatban, így a készítők az utolsó pillanatban egy kisebb változtatást vittek végbe, hogy kielégítsék őket.

### Forgatás

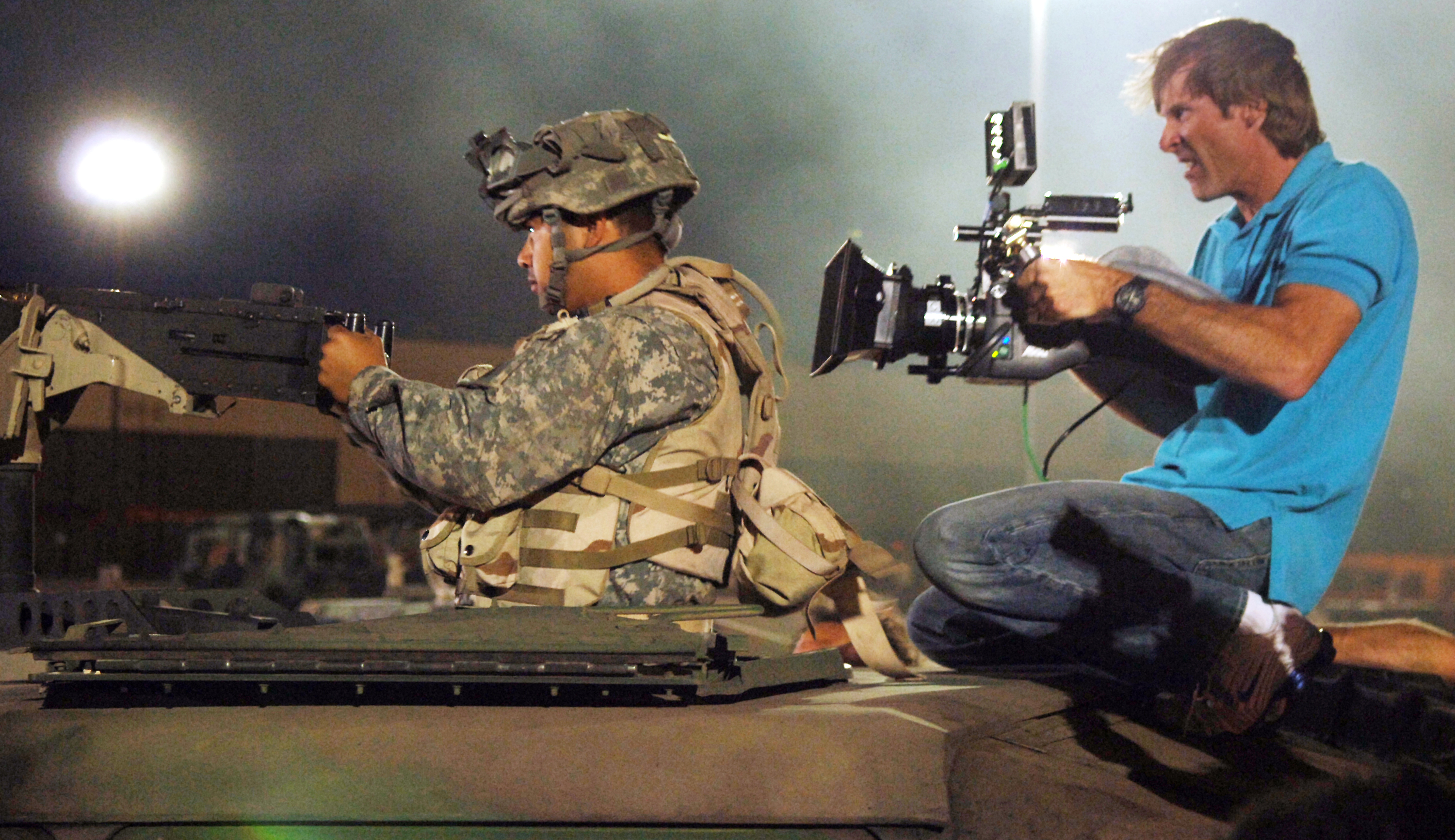
Michael Bay rendező a Holloman Légierő Bázison forgat.

Hogy pénzt takarítson meg, Michael Bay 30%-kal kevesebb gázsit vett fel, s nyolcvanhárom napos forgatási időtartamot szabott meg. Ehhez a szokottnál több felvétel készült naponta, s Bay úgy döntött, jól ismert stábbal dolgozik, az Egyesült Államokban. Támogatást nyert az USA hadseregétől, akik repülőkkel és más járművekkel látták el a filmet, köztük F-117-esekkel, C-130-asokkal és C-17-es rakományszállító repülőkkel, illetve két CV-22-es dőltrotorú helikopterrel az USA légierejének akkori három ilyenje közül. Ez az együttműködés eredményezte, hogy a Transformers lett az első film a 2001. szeptember 11-i támadások óta, mely a Pentagonban foroghatott.
Az előzetes felvételek 2006. április 19-én történtek, majd április 22-én megkezdődtek az első forgatási procedurák a Holloman Légierő Bázison. A Holloman-felvételekhez tartoztak a White Sands Rakétakísérleti Telep területén rögzített jelenetek is. Június 9-én a munkálatok a Hoover-gátnál folytak, ami ezen a helyszínen is elsővé tette a filmet 9/11 óta. Ezt követően a forgatócsoport a Hughes Légiflotta telephelyére, Playa Vistába költözött, ahol hat hétvégén át vették fel a végső összecsapást Los Angelesben. A munkálatok szeptember 24-én fejeződtek be, azonban a második stáb forgatása folytatódott az Arktiszon és Detroitban, majd október 4-én ők is végeztek.

### Zene
Steve Jablonsky zeneszerző, akivel Bay már korábban dolgozott együtt az A sziget című filmen, szerezte a Transformers zenéjét. A teaser trailer számára már jóval a tényleges munka megkezdése előtt komponált dallamokat. A scoring 2007 áprilisában történt a Sony Scoring Stage-en Culver Cityben. Hat főbb téma csendül fel a több, mint 90 perces zenemű során, köztük a teaserben hallottak. Tom DeSanto szeretett volna egy kórusverziót a tévésorozat főcímdalából, de ő és Bay nem beszélték túl sokat. Ehelyett a MuteMath készített egy cover verziót. Az együttes gyerekkorában rajongott a Transformersért, s azért őket keresték meg, mert zenéjük hangzása passzolt a filmben szereplő robotok hangjához. Ez a zene csak az albumon hallható.
Először csak egy válogatásalbum jelent meg, majd a filmzenerajongók nyomására október 9-én kiadták a dallamokat tartalmazó lemezt is.
Az eredeti filmzenealbum
1. Autobots
2. Decepticons
3. The All Spark
4. Deciphering the Signal
5. Frenzy
6. Optimus
7. Bumblebee
8. Soccent Attack
9. Sam at the Lake
10. Scorponok
11. Cybetron
12. Arrival the Earth
13. Witwicky
14. Downtown Battle
15. Sector 7
16. Bumblebee Captured
17. You're a Soldier now
18. Sam at the Roof
19. Optimus vs. Megatron
20. No Sacrifice, No Victory

## Folytatások
2007. május 30-án, több mint egy hónappal a film bemutatója előtt, a DreamWorks zöld utat adott két folytatásnak. Shia LaBeouf, Megan Fox és Peter Cullen szerződést is írt alá a visszatérésről. Tom Desanto producer olyan cselekményvonalat képzelt el, amiben bemutatkoznak a dinobotok, a Szerkesztettek és Fülelő (a dinobotok végül elmaradtak, és csak a negyedik mozifilmbe fértek bele; Fülelő pedig csak egy műhold alakjában mutatkozik). Robert Orci és Alex Kurtzman írók valószínűleg nem térnek vissza, mivel „a következő Star Trek minden időnket lefoglalja.” Michael Bay nem szerződött le rögtön, „hogy legyen némi súlya a tárgyalásoknak,” de már megvoltak az ötletei, köztük egy repülőhordozó karaktere. A producerek reménykedtek a nagyobb költségvetésben és a fejlődő speciális effektusokban, hogy a Transformerek így nagyobb szerephez juthassanak.
A Transformers: A bukottak bosszúja amerikai bemutatóját 2009. június 26-ára tűzték ki. A forgatókönyvet a horrorfilmes munkáiról ismert Ehren Kruger írta.

## Jelentősebb díjak és jelölések
| Díj       | Kategória                 | Jelöltek                                                | Nyert-e? |
| --------- | ------------------------- | ------------------------------------------------------- | -------- |
| Oscar-díj | legjobb hang              | Peter J. Devlin, Kevin O'Connell és Greg P. Russell     |          |
| Oscar-díj | legjobb hangvágás         | Mike Hopkins és Ethan Van der Ryn                       |          |
| Oscar-díj | legjobb vizuális effektek | Scott Benza, Russell Earl, Scott Farrar és John Frazier |          |

A film 10 díjat nyert el különböző kritikusi és szakmai szervezetektől.